# Avon, Minnesota
Avon är en ort i Stearns County i Minnesota. Vid 2010 års folkräkning hade Avon 1 396 invånare.